# Biltelefon

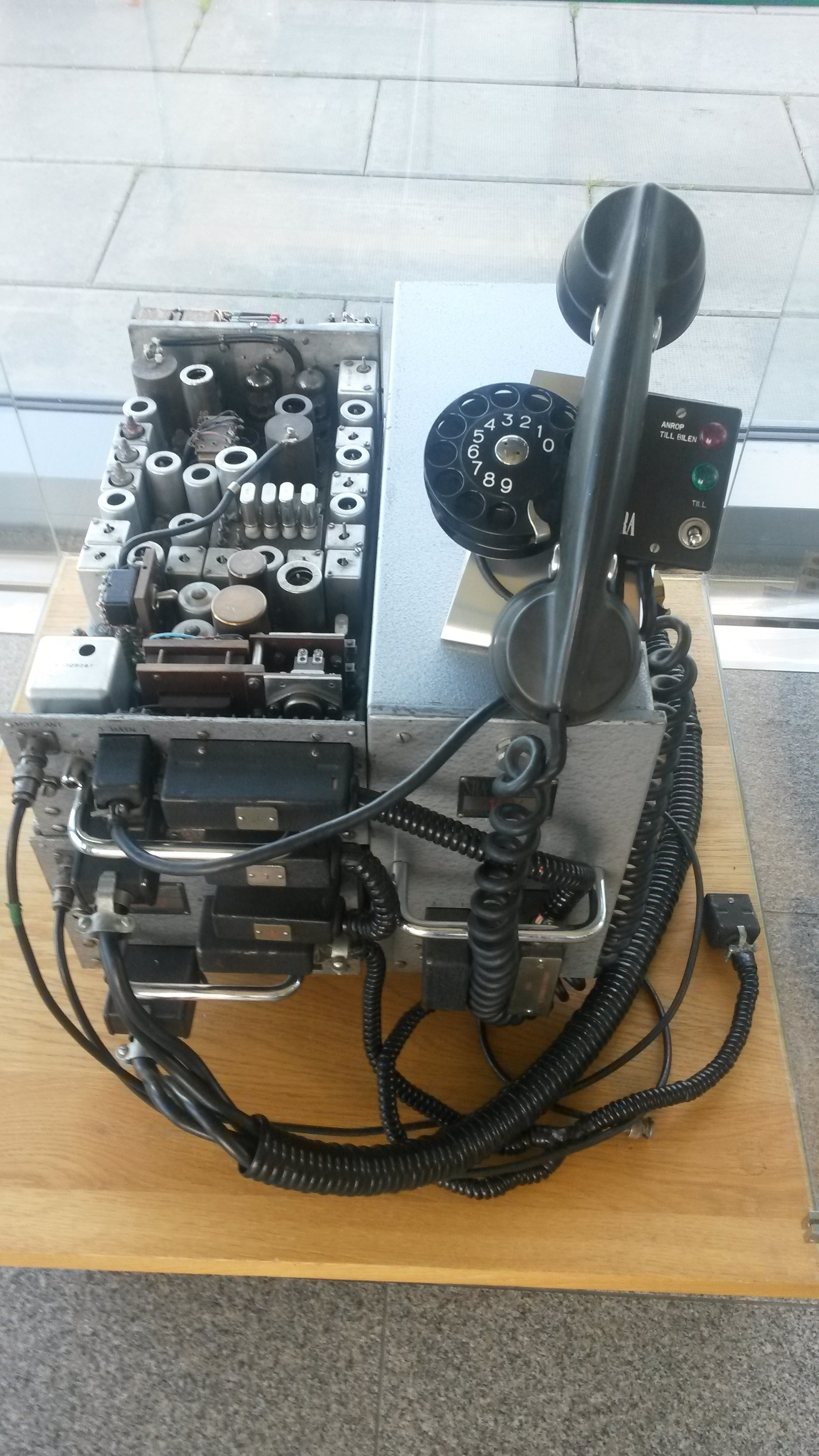
Automatisk biltelefon system MTA för montage i fordon. Svenska Radioaktiebolaget, 1956.

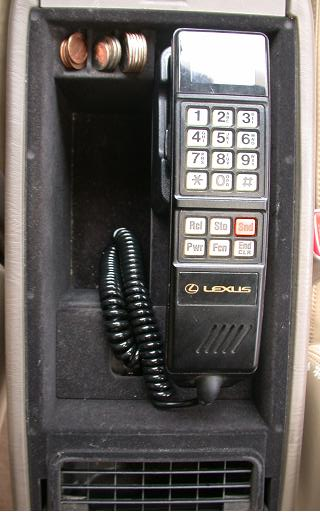
Biltelefon monterad i en Lexus LS 400.

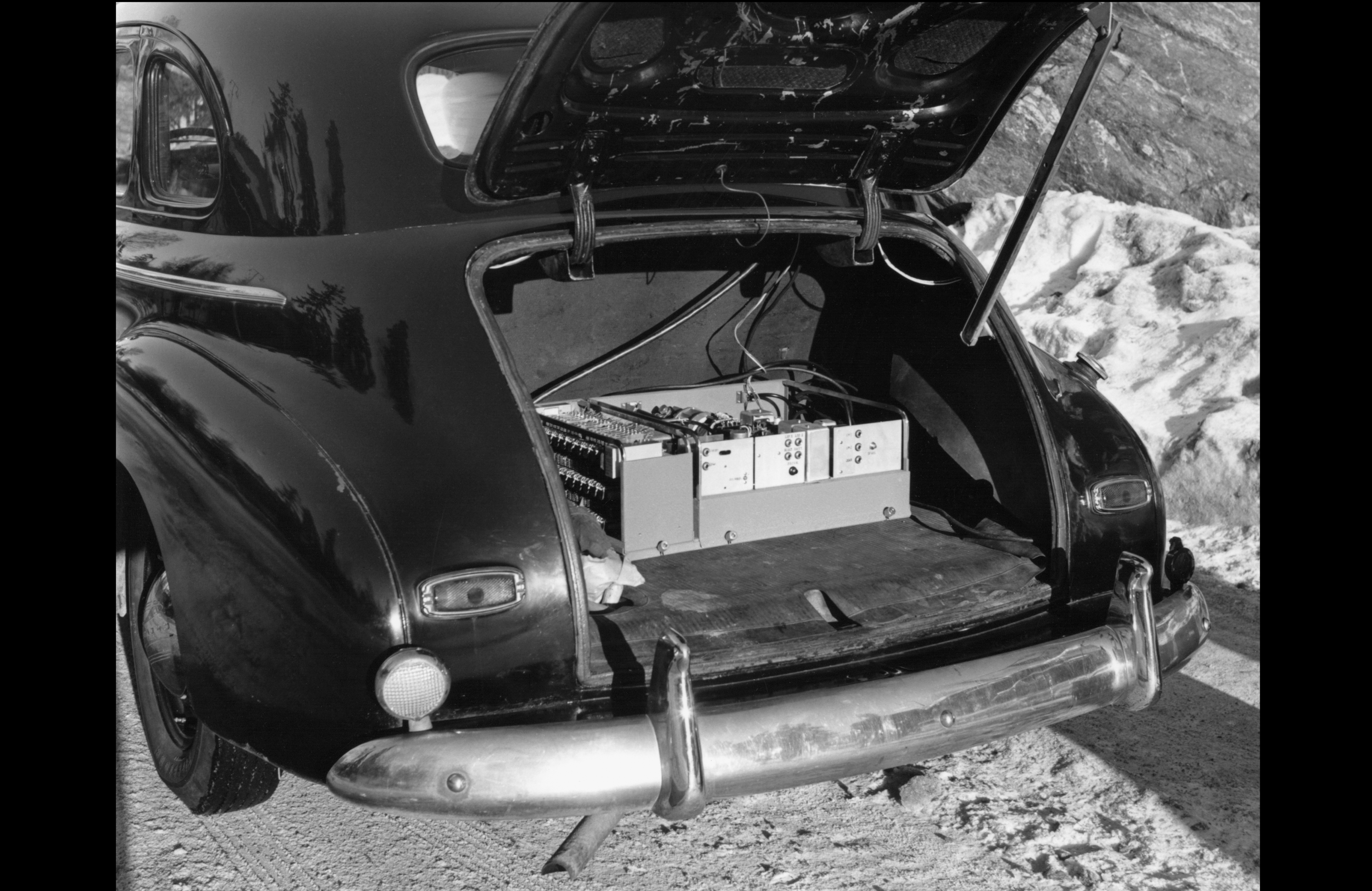
Utrustningen för det första svenska mobiltelefonsystemet MTA visas upp i bagageutrymmet på en bil 1951.

En biltelefon är en telefon designad för montering i en bil. Biltelefonen var från början den vanligaste användningen för mobiltelefoni, då dessa började som stora, klumpiga och energikrävande enheter. I takt med miniatyriseringen och energieffektiviseringen av mobiltelefonernas elektronik började biltelefonerna ersättas med handhållna mobiltelefoner. Handsfreens inträde upptog samtidigt biltelefonernas roll som fasta enheter monterade i bilen.

## Historia
År 1911 experimenterade svensken Lars Magnus Ericsson, grundare av företaget Ericsson, och hans fru Hilda med att skapa en biltelefon via det stationära telefonnätet. Den fungerade, men bara när bilen stod stilla.
Det första samtalet från en transportabel telefon ägde rum den 17 juni 1946 när det amerikanska företaget Bell System genomförde en säljkampanj riktad till affärsmän. Då vägde en biltelefonenhet omkring 35 kilo och kunde installeras i bagageutrymmet på en personbil. Systemet hade begränsad räckvidd och samtalen kopplades då via en växeltelefonist. I USA användes systemet fram till 1980-talet.
I Saint Louis började biltelefoner användas 1946.
I Sverige startade ett provsystem med biltelefoner 1955 som var konstruerat av Sture Lauhrén. Det var det första helautomatiska biltelefonsystemet i världen. Provsystemet användes i Stockholms läkarbilar från nyår 1955. Fördelen var att doktorn kunde ringa direkt till sjukhus, apotek eller för att ringa och tala om att man stod utanför och någon måste komma och öppna porten. Utrustningen ägdes av Televerket och hyrdes ut till kunderna på abonnemangskontrakt. Inträdesavgift var 1750 kr, abonnemangsavgift antingen 375 kr i kvartalet med underhåll eller 200 kr i kvartalet utan. Samtalsavgiften var samma som för fast telefon med tillägg för radiosamtal på 6 öre var 20:e sekund. Vid utgången av 1956 hade 19 mobiltelefoner installerats i Stockholm och åtta i Göteborg. I slutet av 1960-talet lades systemet ner. I Stockholm fanns då 69 abonnenter och i Göteborg 56.

### Fotnoter
1. ↑  ”Mobiltelefonens historia – teknikfluga gjorde succé”. Popularhistoria.se. 18 mars 2011. https://popularhistoria.se/teknik/uppfinningar/mobiltelefonens-historia. Läst 30 mars 2023.
2. ↑  ”Vem ringde det första mobilsamtalet?”. Varldenshistoria.se. 31 juli 2021. https://varldenshistoria.se/teknik/vem-ringde-det-forsta-mobilsamtalet. Läst 30 mars 2023. [inloggning kan krävas]
3. ↑  Lasse Brunnström (1 mars 2008). ”Formen säljer telefonen” (på svenska). Forskning och framsteg. https://fof.se/tidning/2008/2/artikel/formen-saljer-telefonen. Läst 14 augusti 2018.
4. ↑  Niclas Ericsson (27 oktober 2006). ”Älskad nalle fyller 50” (på svenska). Sydsvenskan. https://www.sydsvenskan.se/2006-10-27/alskad-nalle-fyller-50. Läst 14 augusti 2018.
5. ↑  Gerdes, Olle. Från trådlös telegraf till mobiltelefon.